# Romantyczne ruiny w Orzechu
Romantyczne ruiny w Orzechu – sztuczne ruiny wzniesione w połowie XIX wieku z inicjatywy hrabiego Guidona Henckel von Donnersmarcka, znajdujące się w miejscowości Orzech w gminie Świerklaniec, w powiecie tarnogórskim . Jako „ruiny zamku” obiekt wpisany jest do rejestru zabytków nieruchomych województwa śląskiego (nr rej. 635/66 z 2 maja 1966) .

## Historia

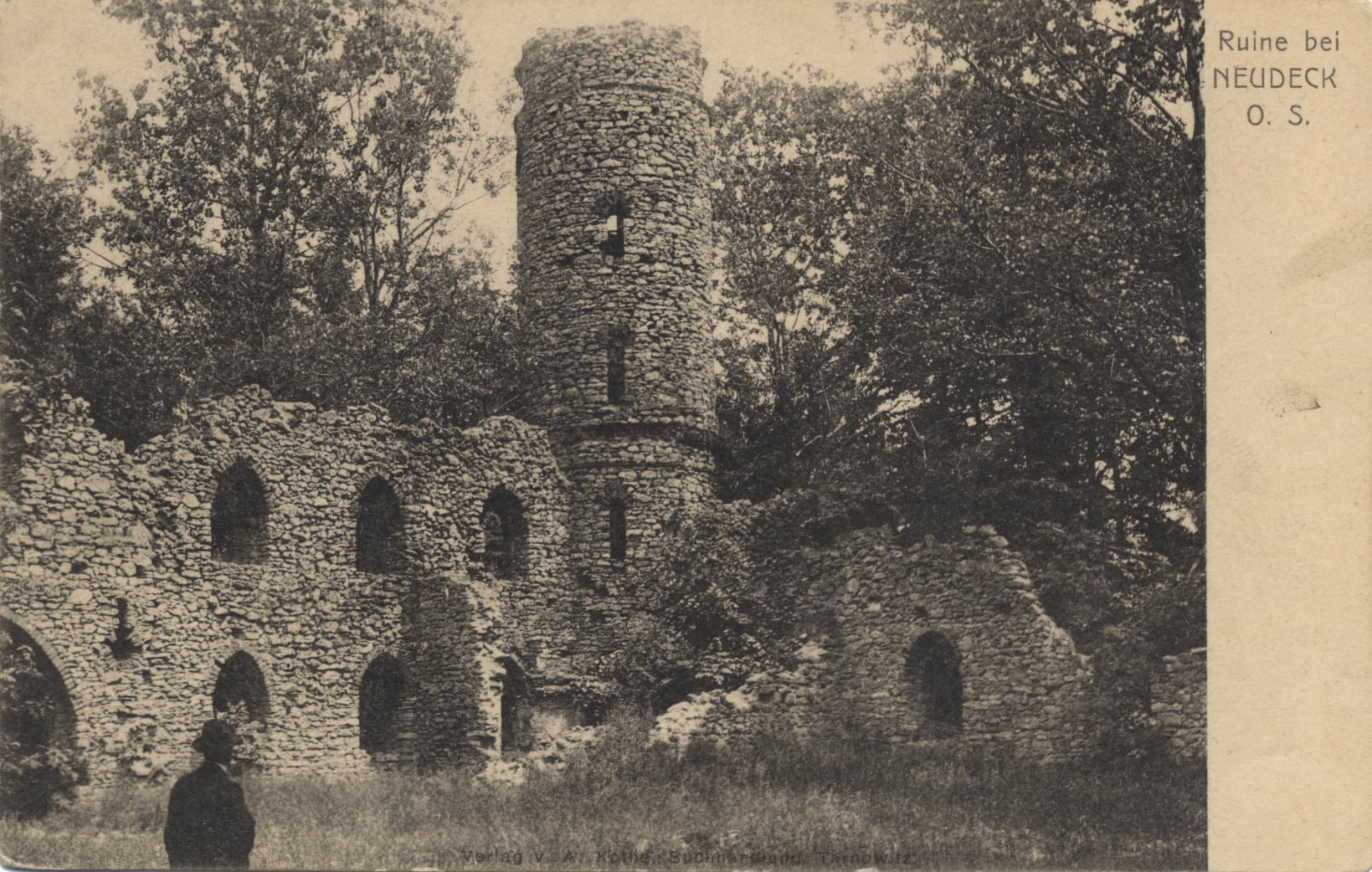
Sztuczne ruiny w orzechu ok. 1900 roku

Jedna z pierwszych wzmianek o Orzechu pochodzi z 4 października 1277 roku, kiedy to wieś została odłączona od parafii św. Małgorzaty w Bytomiu i przyłączona do nowo utworzonej parafii w Kamieniu. Osada należała do książąt bytomskich i jej pierwszym właścicielem był książę Kazimierz . W 1305 roku wieś została zastawiona u Piotra z Paniów, a już dwa lata później ponownie stała się własnością Kazimierza . W 1355 po bezpotomnej śmierci Bolesława okolice te stały się własnością Konrada oleśnickiego. W 1477 ziemia bytomska została wydzierżawiona czeskiemu magnatowi, Janowi z Zierotina, a pod koniec XV wieku stała się jednym z tzw. państw stanowych. W 1498 księstwo bytomskie zostało za kwotę 8 tys. guldenów odkupione przez Hanusza i przyłączone do księstwa opolskiego. W 1534 ziemie obejmujące również Orzech stały się własnością Jerzego Hohenzollerna. Na początku XVII wieku ziemia bytomska została odebrana Hohenzollernom przez Habsburgów i w 1629 sprzedana za kwotę ponad 367 tys. guldenów rodowi Henckel von Donnersmarck ze Spisza. W 1671 roku po śmierci Jerzego VII Henckel von Donnersmarcka doszło do podziału rodu na linię tarnogórsko-świerklaniecką i bytomsko-siemianowicką.
Orzech nigdy nie stał się samodzielnym majątkiem rycerskim, zawsze należał do posiadaczy sąsiedniego Świerklańca. W wiosce nigdy nie powstał również folwark, była ona niewielka i słabo zaludniona . Dla Donnersmarcków majątek w Orzechu nie miał większego znaczenia gospodarczego, jednak w tym zlokalizowanym blisko Świerklańca miejscu często odbywały się polowania . Dlatego też w połowie XIX wieku hrabia Guido Henckel von Donnersmarck podjął decyzję o wybudowaniu w Orzechu sztucznych ruin romantycznych, wykorzystywanych jako miejsce wypoczynku dla uczestników łowów . Było to również związane z panującą wówczas modą na wznoszenie tego typu budowli .
Od 1966 obiekt w Orzechu jako przykład takiego trendu w architekturze XIX-wiecznej objęty jest ochroną konserwatorską i wpisem do rejestru zabytków. Ruiny te nie są – wbrew treści wpisu – pozostałością po żadnym zamku .

## Charakterystyka

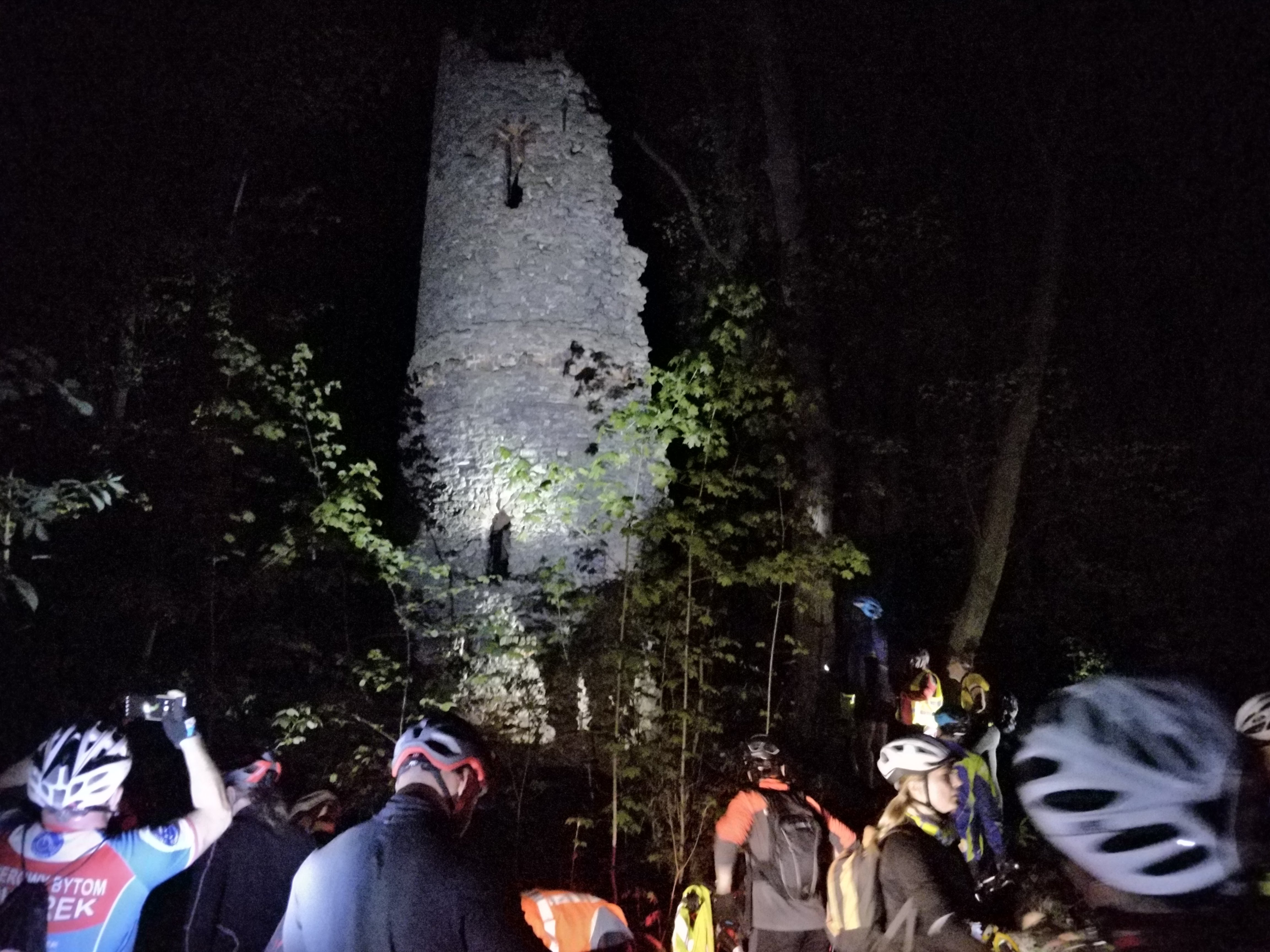
Ruiny w Orzechu nocą (2018)

Ruiny zostały zbudowane z kamienia łamanego i cegły. Pierwotnie składały się z głównego budynku na rzucie zbliżonym do kwadratu, z ryzalitem od zachodu oraz z czterema połączonymi murami okrągłymi basztami w narożnikach   . Przy wschodniej elewacji znajdował się prostopadły mur z prostokątnym występem, a w elewacji północnej ostrołukowe wejście ze strzelnicami kluczowymi po bokach. Otwory okienne w murach i basztach również były zamknięte łukiem ostrym. 
Po II wojnie światowej obiekt znalazł się na terenie należącym do spółdzielni sadowniczej, a następnie Agencji Nieruchomości Rolnych. Z biegiem lat postępowało jego niszczenie ; do czasów współczesnych zachowały się jedynie wystające niewiele ponad poziom gruntu resztki murów oraz jedna z czterech baszt (północno-wschodnia, o wysokości ok. 13 m), która także jest w złym stanie i grozi zawaleniem  .
Budowla zlokalizowana jest na szczycie zalesionego wzgórza położonego na wschód od Orzecha, za ulicą Jana III Sobieskiego, w pobliżu granicy z sołectwem Świerklaniec .